# Eduardo Bandrés
Eduardo Bandrés Moliné (Erla, Zaragoza, 11 de noviembre de 1957). Catedrático de Economía Aplicada de la Universidad de Zaragoza desde 1996. Es director de Economía Pública y Bienestar de Funcas y editor de la revista Cuadernos de Información Económica. Además, es tesorero de la Federación Española de Fútbol.

## Biografía
Doctor en Ciencias Económicas y Empresariales. Académico correspondiente de la Real Academia de Ciencias Morales y Políticas.
Desde 1999 a 2006 fue diputado por el PSOE en las Cortes de Aragón, siendo también Consejero de Economía, Hacienda y Empleo del Gobierno de Aragón.

Desde el 8 de junio de 2006 hasta el 30 de diciembre de 2009 fue presidente ejecutivo y profesional del Real Zaragoza, tomando el relevo de Alfonso Soláns Soláns, después que el empresario soriano Agapito Iglesias comprara la mayoría de las acciones del club. La dimisión se produjo durante el tercer mandato y su sucesor fue Agapito Iglesias.
Su actividad académica e investigadora se ha orientado principalmente al ámbito de la Economía Pública, con especial atención a las cuestiones relacionadas con el gasto público, la distribución de la renta y el Estado del bienestar. Ha publicado numerosos artículos en revistas científicas nacionales e internacionales, así como varios libros individuales y colectivos. Actualmente es director de Economía Pública y Bienestar de Funcas y editor de la revista Cuadernos de Información Económica.
Ha formado parte de la Junta Directiva de la RFEF desde octubre de 2006 hasta febrero de 2017 y actualmente es su tesorero.